# ATLS
Advanced Trauma Life Support (ATLS) je protokol, který definuje postup neodkladné o pacienta v přednemocniční a nemocniční péči (urgentní příjmy). Postup je definován tak, aby zdravotnický personál zajistil základní životní funkce rychle a efektivně.

## Vznik a historie
Jedná se o protokol ošetření při traumatech vzniklý na základě událostí v roce 1976. Za vznik je odpovědný Dr.James K. Styner. Od roku 1980 do současnosti je to standardizovaný postup s garancí "American College of Surgeons Commitee on Trauma" a je použitelný pro jakoukoliv neodkladnou péči o traumatizované pacienty.

## Popis protokolu
Protokol postupuje přísně logicky v návaznosti na tom, které selhání životní funkce způsobí smrt dříve. Z toho důvodu využívá akronym ABCDE, který řeší pořadí zajištění základních životních funkcí.

### Airway – Průchodnost dýchacích cest
Zhodnocení a zajištění průchodnosti Dýchacích cest. Zajištění stability Páteře.

### Breathing – Zabezpečení dýchání
Zhodnocení kvality dýchání.

### Circulation – Vnitřní krvácení
Zhodnocení stavu oběhového systému, s ohledem na pravděpodobné krvácení.

### Disability – Neurologický stav
Zhodnocení stavu a kvality vědomí. (Glasgow, AVPU, ...)

### Environment – Celkové vyšetření, okolí
Zhodnocení celkového stavu (barva kůže, další příznaky,..), zajištění tepelného komfortu.